# Cao Phong (xã)
Cao Phong là một xã thuộc huyện Sông Lô, tỉnh Vĩnh Phúc, Việt Nam.
Xã Cao Phong có diện tích 7,07 km², dân số năm 1999 là 7342 người, mật độ dân số đạt 1038 người/km².
Xã Cao Phong có từ thời 12 sứ quân, vị thủ lĩnh Nguyễn Khoan đã từng về đây lập ấp và xây dựng căn cứ. Ngày nay, đình thôn Phan Dư, xã Cao Phong, huyện Sông Lô là nơi thờ vị "Quảng Trí Quân" này.